# 假囊距兰属
假囊距兰属（学名：Ascolabellum）是兰科下的一个属。该属仅有假囊距兰（Ascolabellum pumilum）一种，分布于台湾。